# K.u. Finanzministerium

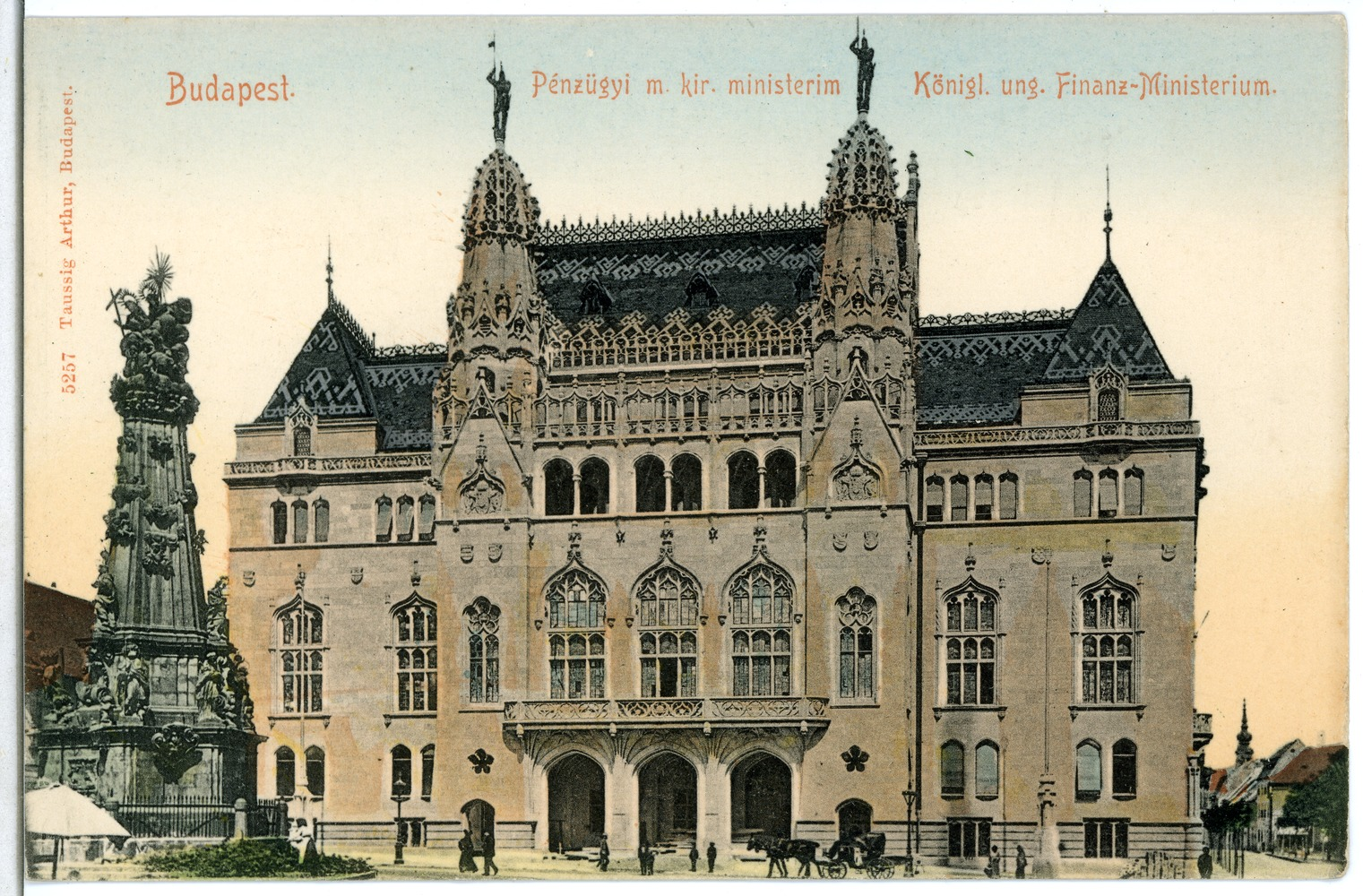
Gebäude des k.u. Finanzministeriums, um 1904

Das königlich ungarische Finanzministerium (ungarisch Magyar Királyi Pénzügyminisztérium) war die oberste Finanzbehörde im Königreich Ungarn. Es bestand von 1867 bis 1918 und war eines der drei formal unabhängig voneinander agierenden Finanzministerien Österreich-Ungarns (neben K.u.k. Finanzministerium und K.k. Finanzministerium). Es hatte seinen Sitz am Dreifaltigkeitsplatz im Burgviertel von Budapest.

## Geschichte
Das nach dem Österreichisch-Ungarischen Ausgleich 1867 geschaffene Ministerium war direkter Nachfolger der Ungarischen Kammer (Magyar Kamara), die für über 300 Jahre für die Finanzverwaltung Ungarns zuständig war. Die Aufgabe der ersten Minister war es, die bis dahin gemeinsamen Finanzangelegenheiten von Österreich zu trennen (zu welchem Ungarn bis 1867 gehörte). Dies brachte Ungarn eine vom österreichischen Reichsteil selbstständige Finanzbehörde. Mit dem cisleithanischen Ministerium wurde sich nur bei Angelegenheiten abgesprochen, die das Ausland oder die Gemeinsame Armee betrafen. Die Mitarbeiterzahl stieg schnell auf 399, wo sie bis 1914 stagnierte. Damit hatte das k.u. Finanzministerium mehr Mitarbeiter als das k.u. Honvédministerium oder das k.u. Innenministerium.

## Minister
- Menyhért Graf Lónyay, 20. Februar 1867 bis 21. Mai 1870
- Károly Kerkapoly, 21. Mai 1870 bis 19. Dezember 1873
- József Szlávy, 19. Dezember 1873 bis 21. März 1874 (interimistisch)
- Kálmán Ghyczy, 21. März 1874 bis 2. März 1875
- Kálmán Széll, 2. März 1875 bis 11. Oktober 1878
- Kálmán Tisza, 11. Oktober 1878 bis 5. Dezember 1878 (interimistisch)
- Gyula Graf Szapáry, 5. Dezember 1878 bis 11. Februar 1887
- Kálmán Tisza, 11. Februar 1887 bis 9. April 1889
- Sándor Wekerle, 9. April 1889 bis 15. Januar 1895
- László Lukács, 15. Januar 1895 bis 18. Juni 1905
- Géza Fejérváry, 18. Juni 1905 bis 6. März 1906 (interimistisch)
- Ferenc Hegedűs, 6. März 1906 bis 8. April 1906
- Sándor Weckerle, 8. April 1906 bis 17. Januar 1910
- László Lukács, 17. Januar 1910 bis 22. April 1912
- János Teleszky, 22. April 1912 bis 15. Juni 1917
- Gusztáv Gratz, 15. Juni 1917 bis 16. September 1917
- Sándor Weckerle, 16. September 1917 bis 11. Februar 1918
- Sándor Popovics, 11. Februar 1918 bis 31. Oktober 1918

## Quelle
- Vera Székely: Magyar Királyi Pénzügyminisztérium. In: A központi államigazgatás tisztségviselői a dualizmus korában. Band, Nr. 3. Budapest 1985 (hungaricana.hu).